# Charles Henderson
Charles Henderson (26 de abril de 1860 – 7 de janeiro de 1937) foi um político dos Estados Unidos, o 35º governador do Alabama de 1915 a 1919, eleito pelo Partido Democrata. Antes de ser governador, Henderson foi prefeito de Troy, Alabama, de 1886 a 1906 e desempenhou um papel fundamental para o desenvolvimento cívico e econômico de Troy. Após seu mandato como governador, Henderson permaneceu ativo na Comunidade. Em 1937, após o contágio pela influenza (gripe viral), Henderson sofreu um acidente vascular cerebral e morreu aos 76 anos de idade. A escola pública de Troy leva seu nome, como reconhecimento de seus préstimos.

## Início da vida
Charles Henderson nasceu em 26 de abril de 1860, no Alabama, no Condado de Pike. Charles foi o terceiro filho de Jeremiah Augustus "Gus" Henderson e Mildred Hill Henderson. O senso aguçado para negócios de Charles Henderson foi desenvolvido na infância, enquanto ajudava em um negócio mercantil bem sucedido de seu pai em Troy. Aos 15 anos, Henderson matriculou-se na Faculdade de Howard em Marion, Alabama. Dois anos mais tarde seu pai morreu inesperadamente e Henderson deixou a escola para ajudar a executar os negócios da família em Troy.

## Negócios e liderança política
Após seu retorno para Troy, Henderson rapidamente ganhou uma reputação como um empresário e líder comunitário. Além de ajudar com os negócios da família, Henderson fundou a primeira empresa de atacado de mercearias de Troy, ajudou a formar a Alabama Midland Railroad Company (ferroviária) e possuía uma empresa de compra de algodão.
Em 1886 Henderson, aos 26 anos de idade, fez sua primeira canditatura bem sucedida para prefeito, derrotando James Folmar. Durante seus mandatos como prefeito, Henderson continuou o seu envolvimento em negócios e desenvolvimento da comunidade de Troy:
- Em 1887, Henderson ajudou a estabelecer Troy State Normal School (agora Troy University) para formar professores das escolas públicas do Alabama. Enquanto atuava na junta diretora da Normal School, Henderson conheceu sua esposa, Laura Montgomery Henderson, quando ela foi contratada para ensinar na escola.
- Em 1891, Henderson trouxe a electricidade para Troy. Henderson ajudou a formar na cidade uma companhia elétrica, a Troy Utility Department, para produzir e vender a sua própria energia. Laura Montgomery Henderson liberou o interruptor as 08:10 pm do dia 7 de maio de 1891.
- Em 1904, Henderson trouxe o telefone para Troy e o sul do Alabama com a formação da Standard Telephone and Telegraph Company.
- Em 1906, com o seu irmão Clem Henderson, Charles organizou o Troy Bank and Trust Company, ambos irmãos também ocuparam o Conselho de diretores do Farmers and Merchants National Bank of Troy.[2]

Além disso, Henderson fez parte do Conselho de administração de Standard Chemical and Oil Company, também da Alabama Warehouse Company e da Troy Compress Company. Durante este tempo, Henderson também serviu como Inspetor-Geral para o governador William Samford e adido militar do governador William Jelks.
Henderson renunciou ao cargo de prefeito em 1906, depois de ser nomeado presidente da Comitê de estradas de ferros do Alabama. Ocupou este cargo até 1912.

## "O governador de negócios"
Aos 54 anos Charles Henderson foi eleito governador do Alabama. Ele foi empossado no cargo em 18 de janeiro de 1915. Durante o seu mandato, o legislastivo aprovou uma lei de reforma tributária, uma lei de eleições primárias e a prohibition law (lei seca de bebidas alcoólicas). Henderson foi pessoalmente contra a prohibition e vetou uma lei contra a publicidade de bebidas. O legislativo derrubou seu veto e aprovou a lei. Em 1915 o legislativo foi um passo mais longe e proibiu a venda de uísque no Alabama. Henderson novamente vetou esta lei, mas o legislativo derrubou seu veto. Apesar de sua particular divergência com o legislativo, Henderson fez por cumprir e defender essas leis.
Henderson foi instrumentador do estabelecimento de um departamento de bem-estar de crianças do estado, de um programa de reforma e novas leis de saúde para controlar a propagação de doenças evitáveis. Além disso, ele ajudou a melhorar o sistema prisional do Estado e aprovou várias reformas educacionais. O senso nato de negociante de Henderson influenciou seus anos como governador, que lhe valeu o apelido de "o governador de negócios".
Charles Henderson deixou cargo de 20 de janeiro de 1919. Ele nunca retornou à política, concentrando-se em várias participações empresariais e comunitárias, inclusive servindo como Presidente do Conselho Escolar de Troy e como regente do Alabama Polytechnic Institute (agora Auburn University).

## Um legado de filantropia
Charles Henderson morreu em janeiro de 1937, após sofrer um acidente vascular cerebral. Ele e sua esposa não tiveram filhos. Henderson deixou algumas de suas propriedades consideráveis aos membros de sua família, mas a maior parte de seu dinheiro foi usado para estabelecer uma "fiança perpétua" (fiador) para financiar a educação e cuidados na área da saúde em Troy. O fundo criado através do Troy Bank & Trust Company, destinava-se para ser usado para a construção de novas escolas e começar um hospital de caridade para crianças em Troy. O dinheiro da "fiança perpétua" de Henderson ainda tem sido usado para financiar a Charles Henderson High School, Charles Henderson Middle School e The Charles Henderson Child Health Care Center.

## Outras honrarias
- Em 1 de maio de 1943, o navio US liberty ship USS Charles Henderson foi assim batizado em sua homenagem, em Nova Orleans, Louisiana.
- Em 10 de janeiro de 1939, um arsenal em Troy foi nomeado Fort Charles Henderson em sua homenagem. Há um marco no arsenal que inclui uma inscrição que descreve Henderson como um "estadista, empresário e filantropo".[1]
- Charles Henderson foi incluído no Alabama Business Hall of Fame em 1975.[5]
- Liberty ship SS Charles Henderson, assim nomeado em sua homenagem.
- Mestre Maçom da Loja 56 de Maçons Livres e Aceitos de Troy.